# Filmåret 1934

## Årets filmer

### A - G
- Anderssonskans Kalle [1]
- Atlantäventyret
- Bam-Bam – Så tuktas ett troll
- Cleopatra
- Continental
- Den brokiga vävnaden
- Den förlorade sonen
- Den gäckande skuggan
- Den kloka hönan
- Den stora vägen
- Det hände en natt
- En bröllopsnatt på Stjärnehov
- En kvinnas slav
- En stilla flirt
- Eva går ombord
- Falska Greta
- Fasters millioner
- Flickorna från Gamla stan
- Glada änkan
- Gräshoppan och myrorna
- Gudinnan

### H - N
- Havets melodi
- Hon eller ingen
- Kalle Anka som skådespelare
- Karl Fredrik regerar
- Kuckeliku! Klockan är sju!
- Kungliga Johansson
- Kvinnorna kring Larsson
- København, Kalundborg og - ?
- Mannen som visste för mycket
- Marodörer

### O - U
- Och jula vara skall till påska!
- Pettersson - Sverige
- Primadonna
- Samhällets olycksbarn
- Sangen om Rondane
- Simon i Backabo
- Storhertigens finanser
- Synnöve Solbakken
- Sången om den eldröda blomman
- Sången till henne
- Unga hjärtan
- Uppsagd

### V - Ö
- Vi som går köksvägen[2]
- Viljans triumf
- Äventyr på hotell

## Födda
- 11 januari – Sven Wollter, svensk skådespelare.
- 12 januari – Ulf Lindqvist, svensk sångare och skådespelare.
- 22 januari
  - Ann-Marie Adamsson, svensk skådespelare.
  - Bill Bixby, amerikansk skådespelare.
  - Pia Rydwall, svensk skådespelare.
- 17 februari
  - Alan Bates, brittisk skådespelare.
  - Barry Humphries, australisk skådespelare och underhållare, skapare av Dame Edna.
- 19 februari – Hugo Álvarez, argentinsk-svensk regissör och skådespelare.
- 23 februari – Morgan Andersson, svensk skådespelare.
- 24 februari – Emelie Lagergren, svensk skådespelare.
- 5 mars – James B. Sikking, amerikansk skådespelare.
- 7 mars – Dennis Dahlsten, svensk skådespelare.
- 26 mars – Alan Arkin, amerikansk skådespelare.
- 27 mars – Peter Schamoni, tysk regissör.
- 10 april
  - Jan Nygren, svensk skådespelare.
  - Catrin Westerlund, svensk skådespelare.
- 24 april – Shirley MacLaine, amerikansk skådespelare, sångerska, dansare och artist.
- 8 maj – Lena Madsén, svensk skådespelare och mannekäng.
- 27 maj – Harriet Forssell, svensk jazzsångerska och skådespelare.
- 31 maj – Jim Hutton, amerikansk skådespelare
- 11 juni – Staffan Westerberg, svensk regissör, manusförfattare och skådespelare.
- 1 juli
  - Claude Berri, fransk regissör.
  - Jamie Farr, amerikansk skådespelare.
  - Ilselill Larsen, dansk skådespelare.
  - Jean Marsh, brittisk skådespelare.
  - Sydney Pollack, amerikansk filmproducent, regissör och skådespelare.
- 15 juli – Risto Jarva, finsk regissör.
- 7 augusti – Inga Sarri, svensk skådespelare.
- 18 augusti – Carin Mannheimer, svensk regissör, manusförfattare och författare.
- 13 september – Pierre Fränckel, svensk skådespelare, regissör, producent och teaterchef.
- 16 september – George Chakiris, amerikansk skådespelare.
- 20 september – Sophia Loren, italiensk skådespelare.
- 23 september – P.O. Enquist, svensk författare, regissör och dramatiker.
- 28 september – Brigitte Bardot, fransk skådespelare.
- 6 oktober – Jan Blomberg, svensk skådespelare, känd berättarröst.
- 14 oktober – Kerstin Tidelius, svensk skådespelare.
- 18 oktober – Åke Cato, svensk manusförfattare och underhållare i press och TV.
- 31 oktober
  - Donya Feuer, amerikansk svensk koreograf, dansare, manusförfattare och regissör.
  - Fillie Lyckow, svensk skådespelare.
- 11 november – Heinz Hopf, svensk skådespelare.
- 13 november – Garry Marshall, amerikansk filmregissör, skådespelare, manusförfattare och filmproducent.
- 15 november – Viola Sundberg, svensk skådespelare.
- 16 november – Carl-Åke Eriksson, svensk skådespelare.
- 23 november – Robert Towne, amerikansk manusförfattare.
- 24 november – Sven-Bertil Taube, svensk sångare och skådespelare.
- 30 november – Björn Gustafson, svensk skådespelare.
- 5 december – Ingvar Hirdwall, svensk skådespelare.
- 9 december – Judi Dench, brittisk skådespelare
- 24 december – Eva Deckner, svensk dansare och skådespelare.
- 28 december – Maggie Smith, brittisk skådespelare

## Avlidna
- 21 januari – John Liander, 70, svensk skådespelare, dekormålare och teaterdirektör.
- 3 maj – Oscar Tropp, 51, svensk dansare, manusförfattare och koreograf.
- 23 juni – Mathias Taube, 57, svensk konstnär och skådespelare.
- 27 augusti – Doris Nelson, 47, svensk skådespelare.
- 2 oktober – Einar Fröberg, 58, svensk skådespelare, regissör, manusförfattare och författare.

### Fotnoter
1. ↑  IMDB, läst 29 februari 2012
2. ↑  IMDB, läst 23 april 2012